# Муравка (приток Колпяны)
Мура́вка (устар. Мура́вля) — река в России, левый приток Колпяны. Протекает по территории городского округа Шаховская Московской области.
Длина — 12 км, площадь водосборного бассейна — 25 км². Берёт начало в 5 км к востоку от станции Шаховская Рижского направления Московской железной дороги, впадает в Колпяну в 11 км от её устья, у деревни Коротнево. Равнинного типа, питание преимущественно снеговое. Замерзает обычно в середине ноября, вскрывается в середине апреля:7—8.
По данным Государственного водного реестра России, относится к Верхневолжскому бассейновому округу. Речной бассейн — (Верхняя) Волга до Куйбышевского водохранилища (без бассейна Оки), речной подбассейн — бассейны притоков (Верхней) Волги до Рыбинского водохранилища, водохозяйственный участок — Волга от города Твери до Иваньковского гидроузла (Иваньковское водохранилище).